# Chris Johnson (basket-ball, 1985)
Pour les articles homonymes, voir Chris Johnson.
Chris Johnson (né le 15 juillet 1985 à Washington, D.C.) est un basketteur américain évoluant au poste de pivot.

## Biographie
Non sélectionné à la draft 2010 à la suite de sa carrière universitaire effectuée avec les Tigers de l'université d'État de Louisiane, il rejoint en janvier 2010 le championnat polonais pour évoluer avec Turów Zgorzelec.
Il rejoint la NBA Development League et évolue avec Wizards du Dakota. En janvier, il se voit une première fois offrir un contrat de dix jours par les Trail Blazers de Portland avec lesquels il dispute deux rencontres. Après un retour chez les Wizards, il rejoint les Celtics de Boston pour un contrat de dix jours pour compenser le départ de Kendrick Perkins. À l'issue de ce contrat, où il dispute quatre matchs, et après un nouveau passage chez les Wizards, il retrouves les Blazers qui le signent pour la fin de la saison. Le 15 mars 2012, il est coupé par les Blazers et s'engage en tant qu'agent libre avec les Hornets de la Nouvelle-Orléans qui ne le conservent pas et le coupe également le 18 avril 2012.
En novembre 2013, il remplace Johan Petro dans le club chinois des Zhejiang Guangsha Lions.Il signe avec le Heat de Miami le 26 septembre 2014, contrat qui est finalement rompu juste avant le début de la saison.